# De l'autre côté (film, 2019)
Pour les articles homonymes, voir Breakthrough et De l'autre côté.
Pour plus de détails, voir Fiche technique et Distribution.
De l'autre côté (Breakthrough) est un drame biographique réalisé par Roxann Dawson, sorti en 2019. Il s’agit de l’adaptation du roman autobiographique The Impossible de Joyce Smith, mère d'un jeune adolescent ayant glissé dans un lac glacé de Saint-Louis au Missouri, en janvier 2015, qui s'est noyé immergé pendant 15 minutes, mais est miraculeusement revenu à la vie après 45 minutes sans pouls à la suite d'une prière de sa mère qui disait « croire en un Dieu qui peut faire des miracles » et bien que tous les pronostics médicaux fussent parfaitement négatifs sa récupération fut totale.
La chanson phare I'm standing with you, interprétée par Chrissy Metz, obtient une nomination aux Oscars.

## Synopsis
En janvier 2015, John Smith (Marcel Ruiz) glisse et tombe dans le lac glacé de Saint-Louis au Missouri dans lequel il passe un quart d’heure 
. Après avoir été sorti de l'eau, John n'a plus de pouls. Tout espoir semble perdu, mais sa mère Joyce refuse d'abandonner. Sa croyance et sa foi inébranlables vont inciter tous ses proches à prier et croire au miracle, malgré toutes les prédictions scientifiques.

## Fiche technique
Sauf indication contraire, les informations mentionnées dans cette section peuvent être confirmées par la base de données cinématographiques IMDb,  présente dans la section « Liens externes ».
- Titre original : Breakthrough
- Titre de travail : The Impossible
- Réalisation : Roxann Dawson
- Scénario : Grant Nieporte, d’après le roman chrétien américain The Impossible de Joyce Smith  avec Ginger Kolbaba (2017)
- Décors : James Steuart
- Costumes : Kimberly Adams-Galligan
- Photographie : Zoran Popovic
- Montage : Maysie Hoy
- Musique : Marcelo Zarvos
- Production : DeVon Franklin
- Sociétés de production : Franklin Entertainment ;  Twentieth Century Fox
- Société de distribution : Walt Disney Studios Distribution
- Pays d’origine :  États-Unis
- Langue originale : anglais
- Format : couleur
- Genre : drame biographique
- Durée : 116 minutes
- Date de sortie :
  - États-Unis : 17 avril 2019
  - France : 19 juin 2019[1]

## Distribution
- Chrissy Metz (VF : Odile Schmitt) : Joyce Smith, la mère
- Josh Lucas (VF : Lionel Tua) : Brian Smith, le père
- Marcel Ruiz (VF : Oscar Douieb) : John Smith, le fils
- Topher Grace (VF : Guillaume Lebon) : le pasteur Jason Noble
- Lisa Durupt (VF : Nathalie Bienaimé) : Laura Noble
- Mike Colter (VF : Jean-Baptiste Anoumon) : Tommy Shine
- Dennis Haysbert (VF : Thierry Desroses) : Dr Garrett
- Sam Trammell : Dr. Kent Sutterer
- Rebecca Staab (VF : Gaëlle Savary) : Cindy Reiger
- Stephanie Czajkowski (VF : Juliette Poissonnier) : Melissa
- Chuck Shamata (VF : Paul Borne) : le chef des pompiers

 Source et légende : version française (VF) sur RS Doublage

## Production
Le tournage a lieu entre mars et mai 2018 au Manitoba à l'Ouest du Canada,, dont Winnipeg, Selkirk et Portage la Prairie,.

## Bande originale du film
La chanson phare I'm standing with you, interprétée par Chrissy Metz, obtient une nomination aux Oscars.

## Réception

### Critiques
Sur Metacritic, le film a obtenu une moyenne de 41 sur 100 de la presse .
Sur Rotten Tomatoes, le film a obtenu une moyenne de 49% de la presse et de 98% de l’audience.

### Box-office
Le film a récolté 50,4 millions de dollars au box-office mondial pour un budget de 14 millions de dollars.

## Récompenses
| Année | Prix       | Catégorie                                     | Intitulé              | Résultat   |
| ----- | ---------- | --------------------------------------------- | --------------------- | ---------- |
| 2019  | Dove Award | Film inspirant de l'année                     | Breakthrough          | Lauréat    |
| 2020  | Oscars     | Meilleure chanson originale pour Diane Warren | I'm Standing With You | Nomination |

### Note
- (en) Cet article est partiellement ou en totalité issu de l’article de Wikipédia en anglais intitulé « Breakthrough (2019 film) » (voir la liste des auteurs).